# ایستگاه ترمینال ۱ فرودگاه ناریتا
ایستگاه ترمینال ۱ فرودگاه ناریتا (به ژاپنی: 成田空港駅 Narita Kūkō eki) یک ایستگاه زیرزمینی است که در فرودگاه بین‌المللی ناریتا در ناریتا، چیبا در ژاپن قرار دارد.